# Variabile RR Lyrae

La posizione nel diagramma HR delle variabili RR Lyrae.

Le variabili RR Lyrae (che prendono il nome dal prototipo della categoria la stella variabile RR Lyrae) sono stelle in fase di fusione centrale di elio in carbonio ed ossigeno che sono soggette a pulsazioni radiali periodiche alle quali corrisponde una variazione di luminosità modulata dal ciclo pulsazionale e quindi anch'essa periodica. L'osservabile più importante di questo fenomeno è perciò l'andamento della luminosità dell'oggetto stellare in funzione del tempo (la cosiddetta curva di luce), seguita dai due parametri fondamentali ampiezza e periodo della pulsazione.

## Generalità
Le stelle variabili sono strutture stellari caratterizzate da instabilità dinamiche su grande scala, instabilità che generalmente coinvolgono le parti più esterne della struttura con una più o meno precisa periodicità.
La categoria più comune e più semplice di tali moti dinamici è quella corrispondente a pulsazioni radiali: una stella soggetta a tale tipo di moti, mantiene in ogni istante la sua simmetria sferica, mentre il suo raggio subisce una variazione periodica nel tempo. A tali pulsazioni radiali corrisponde una variazione della luminosità superficiale della stella, modulata dal ciclo pulsazionale e quindi anch'essa periodica.
Tale proprietà delle stelle pulsanti costituisce sicuramente il più evidente fenomeno osservabile, caratterizzato attraverso la cosiddetta curva di luce della variabile, cioè l'andamento della luminosità apparente dell'oggetto stellare in funzione del tempo nel corso di un ciclo pulsazionale completo.
Nel suo aspetto più generale, il fenomeno pulsazionale resta descritto dai due fondamentali parametri: ampiezza e periodo della pulsazione.
Nei diversi oggetti, l'ampiezza della variazione di luminosità indotta dalla pulsazione può variare da pochi millesimi di magnitudine fino a più di una magnitudine, mentre il periodo può variare da frazioni di giorno fino a molti mesi. Da tempo si è compreso che all'origine del fenomeno pulsazionale vi è una modulazione del flusso di fotoni emergente dalla struttura, causata da meccanismi di interazione radiazione-materia (opacità radiativa).

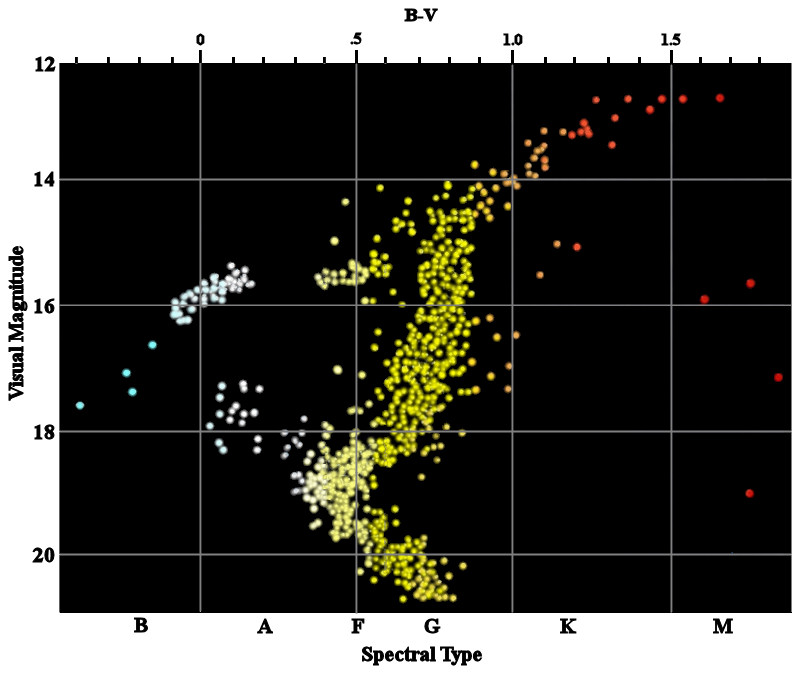
La striscia orizzontale della figura rappresenta il Ramo orizzontale. La parte del ramo orizzontale che appare vuota è la striscia di instabilità.

In linea del tutto generale ci si attende quindi che l'instabilità pulsazionale venga a dipendere dalla composizione chimica degli strati pulsanti e, per ogni assunta composizione chimica, dalla luminosità della stella (energia emessa per secondo) e dalla gravità cui sono soggetti tali strati.
Si ricava così facilmente che le caratteristiche pulsazionali, per ogni assunta composizione chimica, sono attese dipendere dai parametri evolutivi di una struttura: massa M dell'oggetto, luminosità L e raggio R o, alternativamente, dalla più utilizzata tripletta di parametri M,L e Te, ove la temperatura effettiva Te è definita attraverso la legge del corpo nero:
{\displaystyle L=4\pi R^{2}\sigma (Te)^{4}}
Le RR Lyrae sono stelle variabili con periodo minore di un giorno, caratteristiche degli ammassi globulari dell'alone galattico, ma presenti anche come stelle di campo dell'alone stesso.
Le ricerche di evoluzione stellare hanno da molto tempo dimostrato come gli ammassi globulari sono oggetti nati nelle prime fasi evolutive della Galassia, con un'età di circa 10 miliardi di anni.
Tali ammassi sono dunque oggi popolati da stelle di piccola massa (inferiore alla massa del Sole) nelle varie fasi di combustione nucleare.
Le RR Lyrae occupano una limitata regione del cosiddetto Ramo orizzontale che nel suo insieme è popolato da stelle in fase di combustione centrale di elio. Tale regione del diagramma HR viene detta striscia di instabilità.

## Diagramma di Bailey

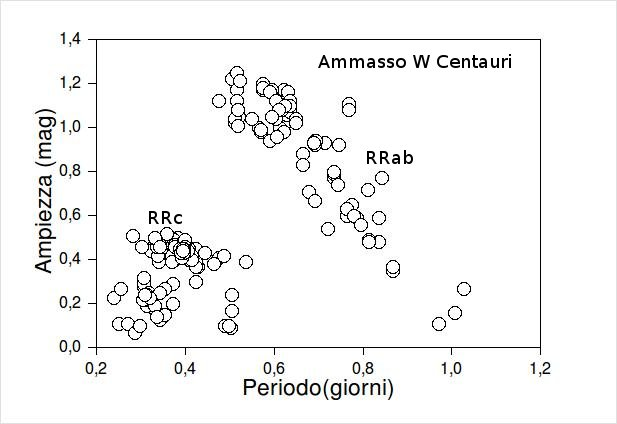
Il Diagramma di Bailey per le RR Lyrae dell'ammasso W Centauri.

Le RR Lyrae furono osservate e studiate fin dall'inizio del secolo scorso da Bailey, che introdusse il diagramma periodo-ampiezza, detto appunto diagramma di Bailey, che rappresenta il diagramma naturale in cui investigare il comportamento dei due fondamentali parametri pulsazionali.
In tale diagramma le RR Lyrae mostrano dividersi in due gruppi distinti che la teoria delle pulsazioni ha identificato con stelle che pulsano nel modo fondamentale e nel primo sopratono:
1. I pulsatori di tipo C (RRc: primo sopratono) hanno piccoli periodi e piccole ampiezze (ed in genere Te più alte).
2. I pulsatori di tipo ab (RRab: modo fondamentale) hanno grandi periodi e piccole ampiezze (o viceversa) e mostrano tipicamente Te più basse.

I pulsatori RRc e RRab differiscono anche per la morfologia delle curve di luce: i pulsatori RRc hanno curve di luce tipicamente simmetriche, al contrario degli RRab.
Poiché il periodo e l'ampiezza sono entrambi indipendenti dalla distanza e da eventuali arrossamenti, il diagramma di Bailey risulta un solido strumento per verificare le predizioni delle teorie evolutive e pulsazionali.

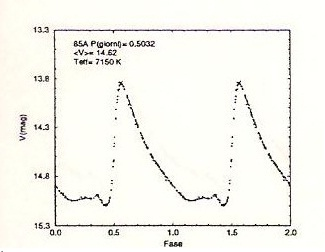
Curva di luce di una variabile RR Lyrae di tipo RRab
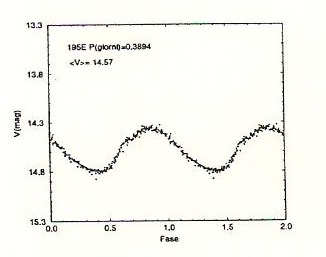
Curva di luce di una variabile RR Lyrae di tipo RRc

## Le relazioni di van Albada e Baker
Nel 1971 van Albada e Baker derivarono le relazioni analitiche che legano i periodi pulsazionali ai parametri strutturali stellari (massa, temperatura effettiva e luminosità):
{\displaystyle \,\log P_{f}=11,242+0,841\log L-0,679\log M-3,41\log T_{e}}
{\displaystyle \,{\frac {\log P_{f}}{\log P_{f}o}}=11,242+0,841\log L-0,679\log M-3,41\log T_{e}}
dove {\displaystyle P_{f}} è il periodo del modo fondamentale e {\displaystyle P_{f}o} è il periodo del primo sopratono.
Gli stessi van Albada e Baker mostrarono come la striscia di instabilità sia caratterizzata, procedendo dalle alte alle basse temperature efficaci, da una zona FO dove risulta stabile soltanto il primo sopratono, da una zona detta OR dove risultano stabili sia il primo sopratono che il modo fondamentale di pulsazione, ed infine una zona detta F dove soltanto il modo fondamentale è stabile. I confini di tali zone a temperature efficaci basse e temperature efficaci alte, detti rispettivamente bordi rossi e bordi blu, dipendono dalla massa, dal livello di luminosità e dalla composizione chimica.

## Dicotomia di Oosterhoff

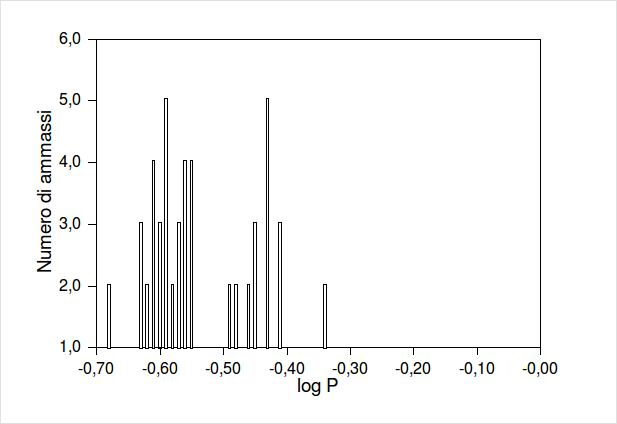
Distribuzione degli ammassi galattici in funzione del logaritmo del periodo medio dei pulsatori di tipo RRab.

Lo studio delle RR Lyrae ha permesso di far luce su uno dei più interessanti problemi della nostra galassia, la cosiddetta Dicotomia di Oosterhoff. Tale dicotomia si evidenzia nella distribuzione del periodo medio dei pulsatori ab negli ammassi globulari, periodi raggruppati attorno ai due valori rispettivamente di 0,55 giorni e 0,65 giorni; i primi sono indicati come OoI e i secondi come OoII.
Mancano dunque ammassi attorno al valore del periodo di 0,60 giorni.
Van Albada e Baker (1973) ipotizzarono che tale fenomeno fosse da attribuire al fatto che la zona OR della striscia di instabilità (zona ove sono stabili sia i pulsatori RRab che i pulsatori RRc) sia popolata da pulsatori RRc negli OoII e da pulsatori RRab negli OoI. È infatti evidente che se tale teoria fosse vera gli OoII mancherebbero di pulsatori RRab ad alta temperatura Te e per quanto visto sopra a periodo più basso; quindi tali ammassi avrebbero un periodo medio, per gli RRab, più alto. Viceversa negli OoI la zona OR sarebbe popolata da pulsatori RRab che avrebbero temperatura effettiva media più alta e periodo medio più basso.
Questa situazione sarebbe la conseguenza di un fenomeno di isteresi in cui i pulsatori che attraversano la zona OR durante il loro cammino evolutivo, manterrebbero il modo di pulsazione acquisito in precedenza.
Questa ipotesi pare confortata dall'analisi della distribuzione dei periodi fondamentalizzati, ottenuta cioè dando ai pulsatori RRc il periodo che avrebbero se fossero dei pulsatori RRab, periodo ricavato dalle relazioni di van Albada e Baker.

## Importanza dello studio delle RR Lyrae
L'importanza dello studio delle stelle variabili nel panorama della moderna ricerca astrofisica è enorme per differenti motivi.

### Utilizzo delle RR Lyrae come candele campione
La luminosità relativamente bassa rispetto alle Cefeidi non permette di usare le RR Lyrae come calibratori di distanze su scale extragalattiche, però permette di fissare la distanza degli ammassi globulari galattici. Infatti per tali ammassi sappiamo ricavare con vari metodi la metallicità e l'età, e calcolare in modo teorico la luminosità del ramo orizzontale.
Da questo dato possiamo anche calcolare l'intervallo in temperature efficaci coperto dalla striscia di instabilità, e di conseguenza tramite le relazioni di van Albada e Baker ottenere un intervallo di periodi coperto dalle variabili RR Lyrae di quell'ammasso.
Confrontando i valori teorici con l'intervallo misurato sperimentalmente possiamo ricavare, tramite il processo inverso, la luminosità dei rami orizzontali, quindi la magnitudine assoluta e la distanza degli ammassi.

### Misura dell'elio cosmologico
Premettiamo che la determinazione del contenuto di elio originale delle stelle di ammasso globulare riveste una grande interesse cosmologico, poiché tale valore rappresenta il limite superiore per l'elio cosmologico prodotto nel Big Bang, elio che a sua volta è collegato al numero di barioni ed alla geometria dell'universo.
Ricordiamo che anche a causa della sedimentazione gravitazionale dell'elio dalle atmosfere stellari, non sono possibili misure sperimentali dell'abbondanza di tale elemento.
Le teorie dell'evoluzione stellare nel contempo predicono che al crescere del contenuto originario di elio, cresce la luminosità del ramo orizzontale.
Si consideri la relazione di van Albada e Baker che lega il periodo pulsazionale ai parametri strutturali stellari (luminosità, massa e temperatura effettiva):
{\displaystyle \,{\frac {\log P_{f}}{\log P_{f}o}}=11,242+0,841{\frac {\log L}{\log L_{o}}}-0,679{\frac {\log M}{\log M_{o}}}-3,41\log T_{e}}
ponendo
{\displaystyle \,A={\frac {\log L}{\log L_{o}}}-0,81{\frac {\log M}{\log M_{o}}}}
si ha:
{\displaystyle \,\log P_{F}=11,242+0,84A-3,41\log T_{e}}
Misurando {\displaystyle \,P_{F}} e {\displaystyle \,T_{e}} si ottengono informazioni sul rapporto massa luminosità (il parametro A). Per la determinazione dell'abbondanza di elio si sfrutta il fatto che dalla teoria evolutiva canonica tale parametro risulta essenzialmente una funzione del solo contenuto di elio, indipendentemente dalla metallicità. La stima dell'abbondanza di elio dipende però dal valore della temperatura effettiva e quindi può essere influenzata dalla presenza di arrossamento.